# Baunatal
Baunatal är en stad i Landkreis Kassel i Regierungsbezirk Kassel i förbundslandet Hessen i Tyskland.
Den tidigare kommunen Hertingshausen uppgick i Baunatal 1 oktober 1971 Buchenhagen 1 augusti 1972.